# Аргантона
Аргантона (дав.-гр. Ἀργανθώνη; також Аргафона) — персонаж давньогрецької міфології, кеоська мисливиця, кохана і дружина фракійського володаря Реса.
Під час однієї з свої військових кампаній, Рес почув про прекрасну Аргантону з Кеоса, яка була відлюдницею, весь свій час витрачаючи на полювання, всюди супроводжена великою зграєю собак. Бажаючи пізнати її, Рес прибув до Кеоса і запросив Аргантону разом полювати, заявивши, що він теж ненавидить товариство людей. Вона повірила його словам і співчувала йому. Після того, як вони провели деякий час разом, Аргантона зрозуміла, що вона закохалася в Реса і, попри те, що спочатку вона не хотіла визнати свої почуття, зрештою це зробила і відповіла на його кохання, так що Рес зрештою одружився з нею.
Коли спалахнула Троянська війна Рес, який був союзником троянців, вирішив приєднатися до них. Аргантона намагалася відмовити свого коханого від вступу у війну, вона відчувала, що він не повернеться, але Рес відкинув її прохання, адже не міг сприйняти, щоб його вважали невірним союзником. Коли Рес загинув у перші дні після прибуття до Трої, Аргантона наклала на себе руки на тому місці, де вперше зійшлася з Ресом на Кеосі. Она безперервно блукала там, викрикуючи ім'я Рес, поки свідомо не померла від голоду. Відтоді там відкрилось вічне джерело. За іншою версією, почувши про смерть Реса, Аркантона вирушила до Трої й померла від горя над тілом коханого. Гора в Мізії була названа на честь Аргантони.